# 埃爾德 (喬治亞州)
埃爾德（英語：Elder）是位於美國喬治亞州奧康尼縣的一個非建制地區。該地的面積和人口皆未知。

## 地理
埃爾德的座標為33°46′05″N 83°20′50″W / 33.76806°N 83.34722°W，而該地的平均海拔高度為188米（即617英尺）。